# Jaroslawa Dankowa
Jaroslawa Petrowa Dankowa (bulgarisch Ярослава Петрова Данкова) (* 16. Februar 1925 in Sofia; † 11. Februar 1999 in Wassenaar) war eine aus Bulgarien stammende niederländische Bildhauerin.

## Leben
Jaroslawa Dankowa war die Tochter des Apothekers Peter Dankoff (1881–1949) und der Mathematikerin und Apothekerin Bozjana Iw. Prokertowa (1894–1967). Ihr Vater war Gründer der ersten Apotheke in Sofia, Übersetzer und Dichter. Sie wuchs mit ihren beiden älteren Schwestern in einer wohlhabenden griechisch-orthodoxen Familie in Sofia auf. Sie und ihre Schwestern besuchten internationale Schulen, wo sie Tschechisch, Französisch, Deutsch und Englisch lernten. Nach dem Abitur begann Jaroslawa Dankowa 1943 als Assistentin in der elterlichen Apotheke zu arbeiten. 1946 zog sie nach Prag um Pharmazie zu studieren, da das Studium im kommunistischen Bulgarien seit 1944 nicht mehr angeboten wurde.
Nach der Machtübernahme der Komunistická strana Československa 1948 beim Februarumsturz in der Tschechoslowakei ging Jaroslawa Dankowa im Juni 1948 zunächst in die Niederlande. 1949 studierte und arbeitete sie für ein Jahr als Krankenschwester in London, wo sie am 15. Februar 1949 Johan Wouter Vermeulen (geb. 1920) heiratete. Die Ehe wurde bereits im Januar 1950 in den Niederlanden geschieden und am 16. November 1950 heiratete sie in Rotterdam den Buchhalter und Vertreter Hendrik Cornelis van den Broek (1906–1980). Das Paar lebte in Rotterdam und ließ sich 1954 in Leidschendam-Voorburg nieder. Dank ihrer Sprachkenntnisse fand Jaroslawa Dankowa Arbeit als Übersetzerin englischer und französischer wissenschaftlicher Texte.
Auf den Vorschlag ihrer Schwester Stefanny Hillgaard-Dankowa, die verheiratet in Norwegen als Bildhauerin arbeitete, nahm Jaroslawa Dankowa ab 1958 einmal wöchentlich Bildhauerunterricht an der Vrije Academie Werkplaats voor Beeldende Kunsten Psychopolis in Den Haag bei Rudi Rooijackers (1920–1998) und arbeitete daneben autodidaktisch in ihrem eigenen Atelier. Ab 1962 nahm sie regelmäßig an Ausstellungen teil und wurde Mitglied verschiedener Künstlervereinigungen.
Am 25. Juni 1969 ließ Jaroslawa Dankowa sich von Van den Broek scheiden. 1975 erhielt sie ein Reisestipendium des „Ministerie van Cultuur, Recreatie en Maatschappelijk Werk“ für eine Studienreise und wurde mit dem „Jacob Hartogprijs“ ausgezeichnet, der ihr von der Jacob Hartog Stichting und dem Pulchri Studio Den Haag verliehen wurde. Ab 1977 lebte sie in Den Haag. Sie lebte mit dem Schauspieler Willem „Wim“ Frederik de Haas (1926–2016) zusammen, den sie am 5. April 1989 in Den Haag heiratete. Im Februar 1999 starb Jaroslawa Dankowa überraschend in ihrem Atelier auf dem Landgut Clingendael in Wassenaar.

## Werk

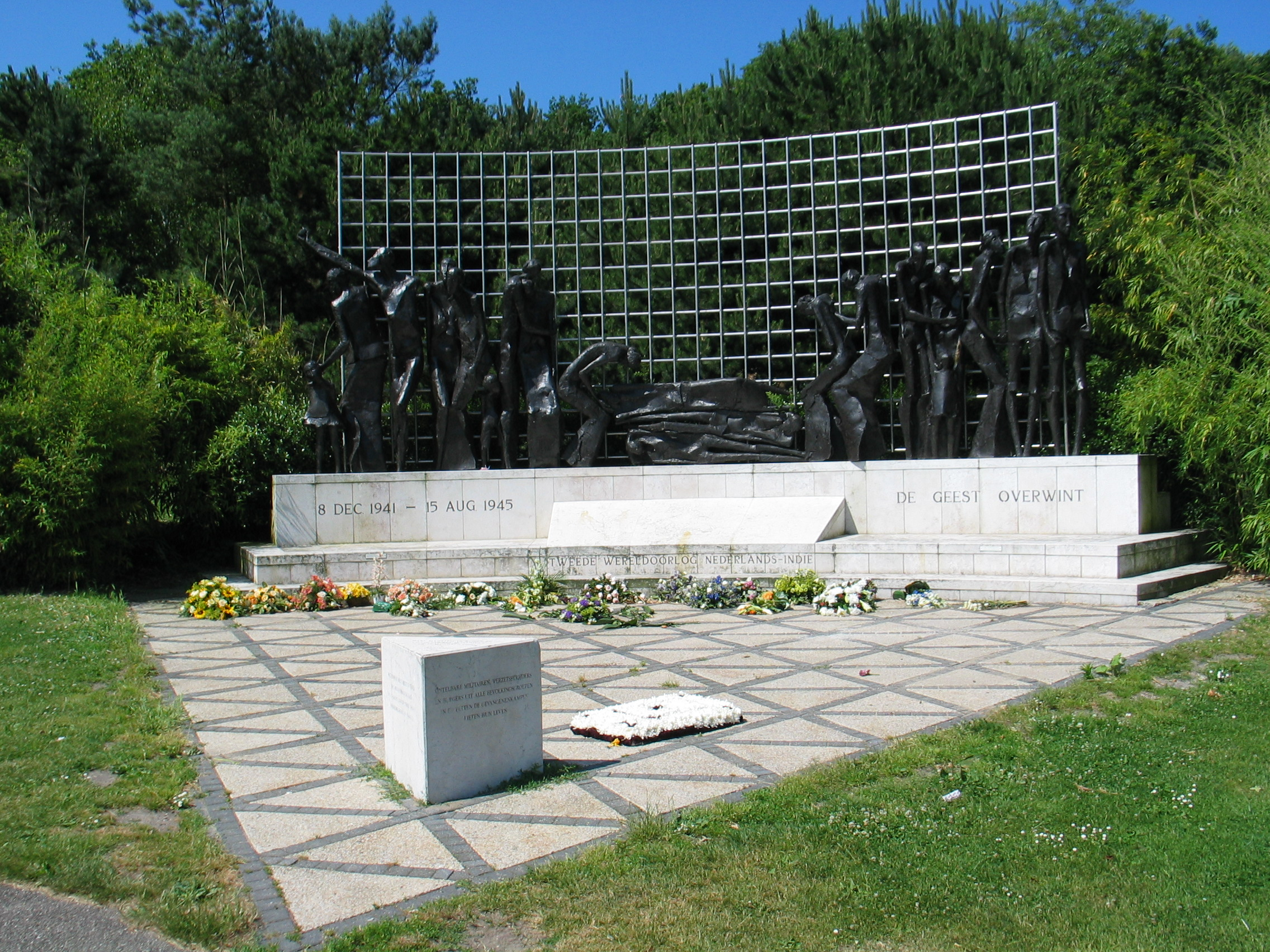
Indisch Monument, Den Haag

Anfänglich arbeitete Jaroslawa Dankowa mit Terrakotta und Beton, ab den 1960er Jahren verwendete sie auch Stahl, Eisen und Bronze. Ihre kompakten Skulpturen wichen ab den späten 1960er Jahren langgestreckten Figuren. De Telegraaf beschrieb 1970 ihre Arbeit „als aktuell, ohne modisch zu sein“. Ihr Œuvre umfasst mehr als 360 Werke im expressionistischen Stil, am bekanntesten ist aber ihr Indisch Monument.
1966 wurde Jaroslawa Dankowa in Den Haag Mitglied der Künstlervereinigung Pulchri Studio, 1973 des Haagse Kunstkring und 1991 des Culturele Raad Zuid-Holland.
Jaroslawa Dankowa erhielt regelmäßig Aufträge, darunter auch monumentale Arbeiten, wie etwa 1991 die Skulpturengruppe „Die Richter“ für den Justizpalast in Den Haag. Im September 1987 gewann sie die Ausschreibung für ein Mahnmal am „Prof. B.M. Teldersweg“ in Den Haag, das an die niederländischen Bürger, Soldaten und Rōmusha erinnert, die während des Zweiten Weltkriegs zwischen 1942 und 1945 unter der japanischen Besetzung des ehemaligen Niederländisch-Ostindiens im Kampf, in den Lagern oder bei der Zwangsarbeit starben. Obwohl sie während der Arbeit durch einen Sturz vom Gerüst eine Hüftfraktur erlitt, stellte sie das Indisch Monument termingerecht zum 15. August 1988 fertig. Es gilt „als eines der eindrucksvollsten Kriegsdenkmäler der Niederlande und als Höhepunkt ihrer Bildhauerkarriere“. Seit 2005 wird es als Modell im Madurodam gezeigt.

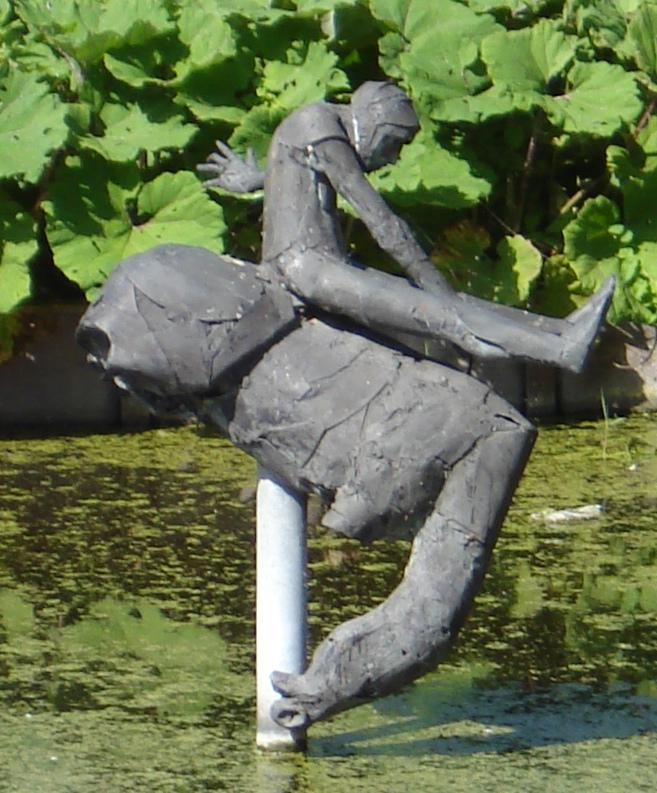
Jocky
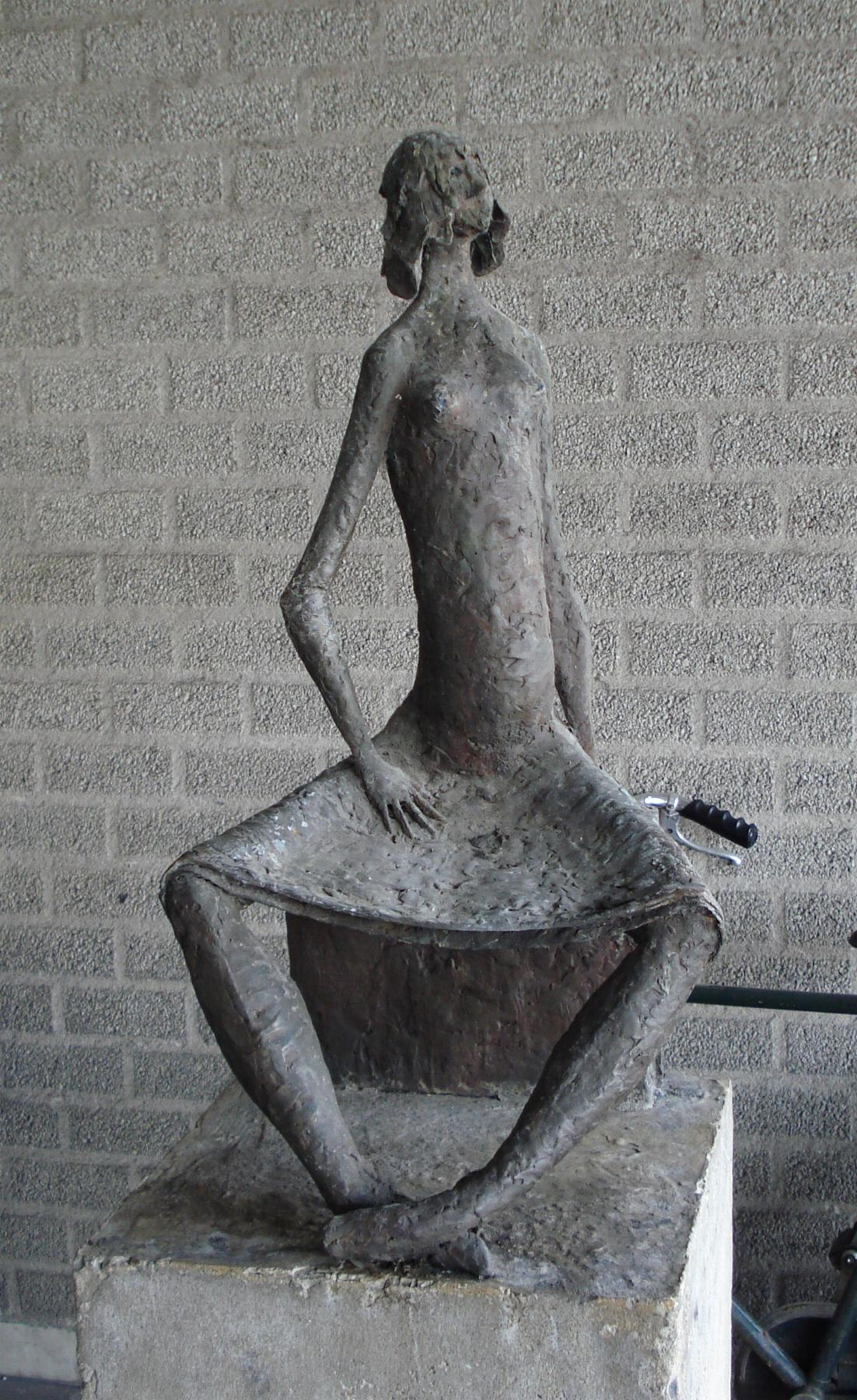
Meisje op koffer
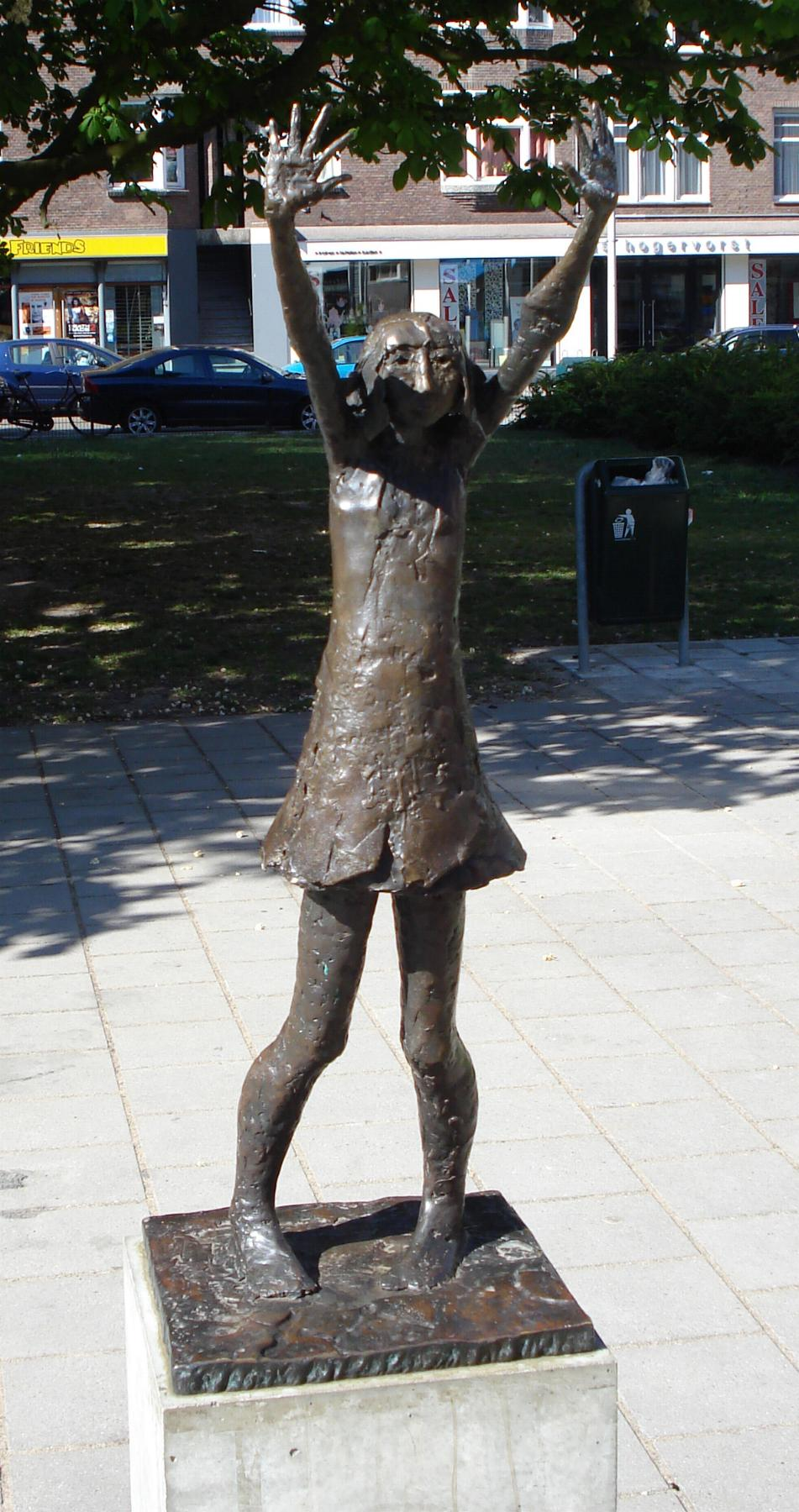
Some other Spring
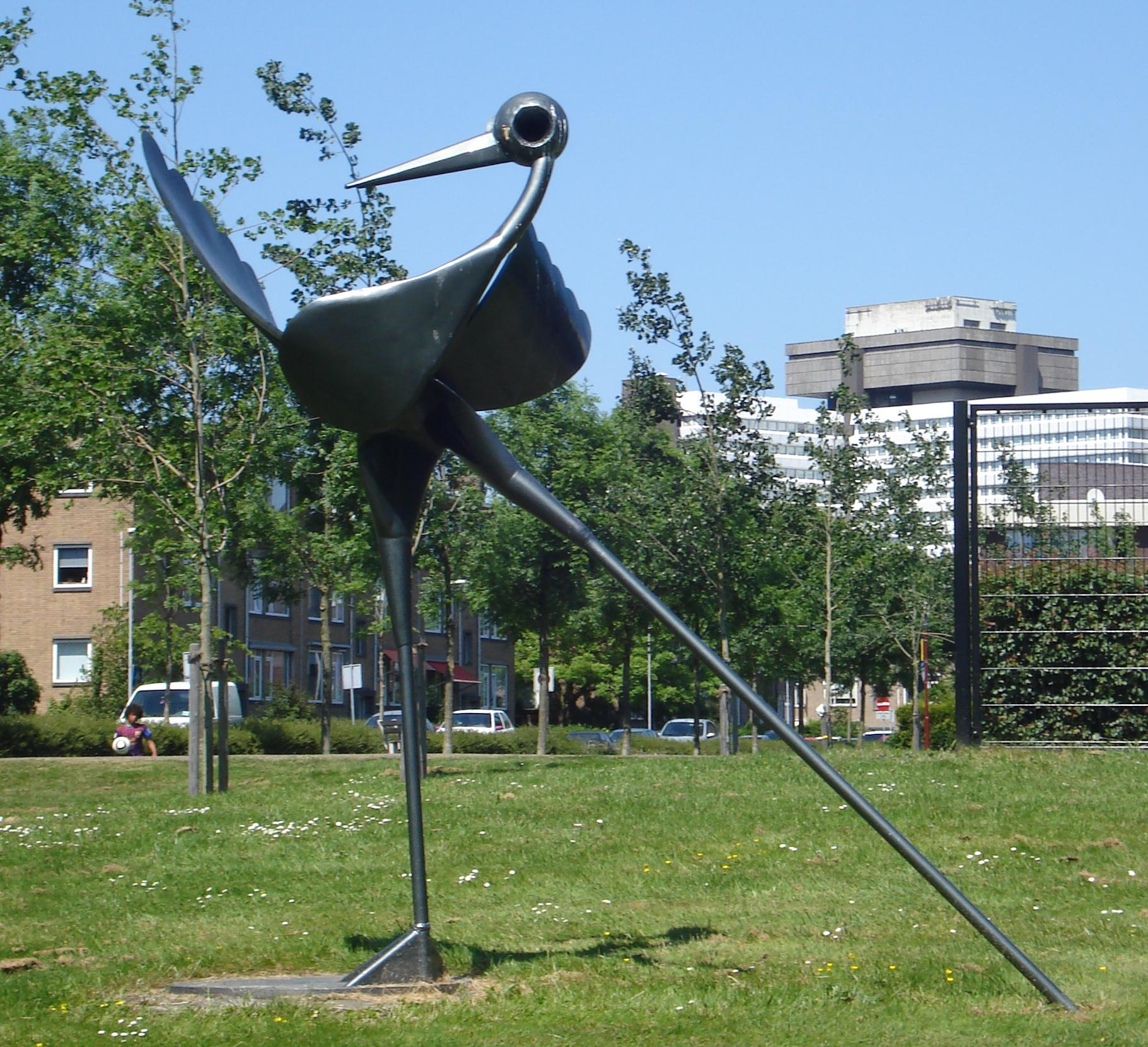
Vogel
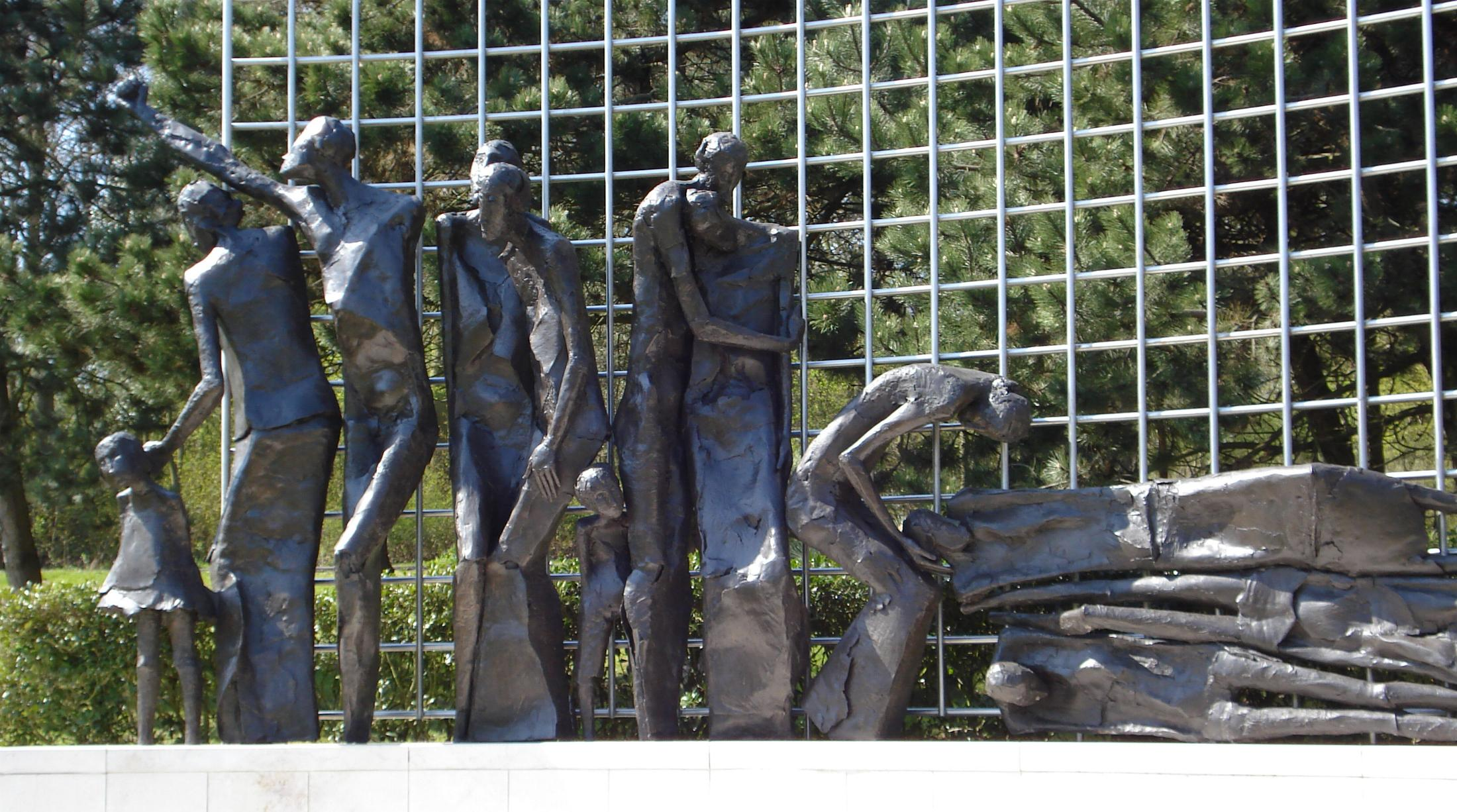
Detail
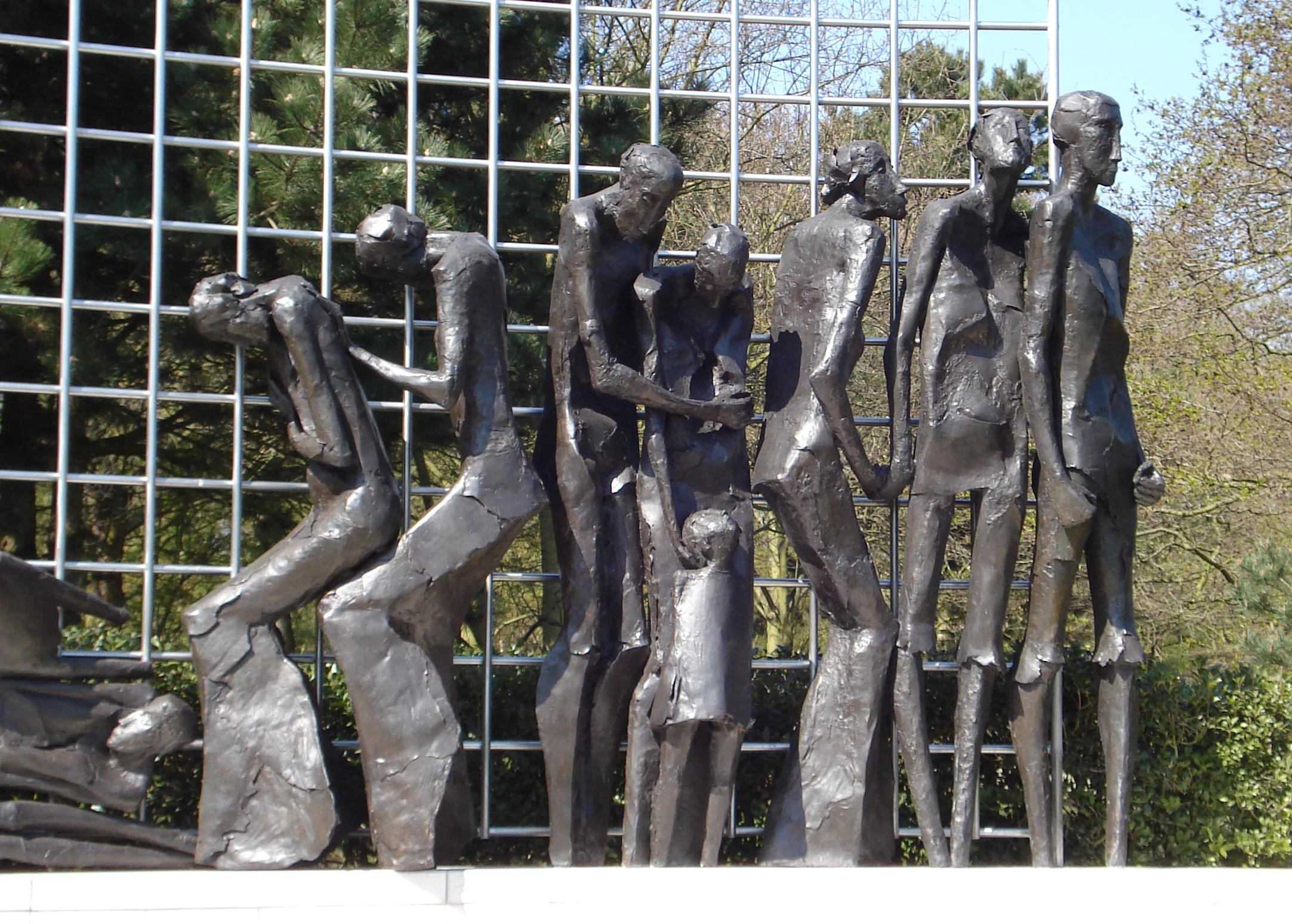
Indisch Monument

Werke im öffentlichen Raum (Auswahl):
- 1971: Vogel. Beton, verzinkter Stahl, Kupfer, Polyester, Van Leeuwenstraat, Ecke Jan Mulderstraat[6]
- 1978: Meisje op koffer. Bronze, Appelgaarde, Eingang Station Mariahoeve, Den Haag
- 1978: Cricketspeler. Bronze, Van Hogenhoucklaan, Den Haag
- 1980: Some other Spring. Bronze, Fahrenheitstraat, Den Haag
- 1984: Jockey. Bronze, Madesteinweg, Den Haag
- 1988: Indisch Monument. Bronze, Marmor, Edelstahl, Prof. B.M. Teldersweg, Den Haag
- 1991: Die Richter. Skulpturengruppe für den Justizpalast, Den Haag[7]

## Ausstellungen (Auswahl)
1962 nahm Jaroslawa Dankowa erstmals an mehreren Gruppenausstellungen in Den Haag teil, stellte danach im In- und Ausland aus und organisierte 1977 im Pulchri Studio eine Ausstellung über die Schrecken des Krieges. Etwa ab 1990 war sie zudem mit jährlichen Einzelausstellungen in namhaften Galerien vertreten.
- 1964: Contour onzer Beeldende Kunst. Stedelijk Museum Het Prinsenhof Delft
- 1973: Haagse kunstkring in de beyerd. Centrum voor beeldende kunst De Beyerd (heute Museum of the Image)
- 1974: Académie des Beaux-Arts Paris. Einzelausstellung
- 1975: 100 vrouwen in galerie d'eendt. Galerie d'Eendt Amsterdam
- 1978: Académie des Beaux Arts Paris. Mit Juke Stark[4]